# Послеполуденный отдых фавна
«Послеполуденный отдых фавна» (фр. L'Après-midi d'un faune) — одноактный балет на музыку симфонической поэмы Клода Дебюсси «Прелюдия к послеполуденному отдыху фавна», премьера которого состоялась 29 мая 1912 года в Париже на сцене театра «Шатле» в рамках показов Русских балетов Дягилева. Хореографом и главным исполнителем выступил Вацлав Нижинский, декорации и костюмы создал Леон Бакст. В основу музыки и сюжета балета легла эклога Стефана Малларме «Послеполуденный отдых фавна».

## История создания
Несмотря на то, что Михаил Борисоглебский (точнее Денис Лешков) использовал точный перевод названия «День фавна», у Юрия Бахрушина фигурирует «Полуденный отдых фавна», в отечественном балетоведении за балетом закрепилось название «Послеполуденный отдых фавна». По данным Юлия Кремлёва и Веры Красовской, литературным источником либретто послужила эклога Малларме 1876 года L’Après-Midi d’un faune.
На создание балета на античную тему Нижинского, вероятно, вдохновил Сергей Дягилев. Во время поездки в Грецию в 1910 году он был впечатлён изображениями на античных амфорах и заразил своим энтузиазмом Нижинского. Выбор музыки остановился на прелюдии к послеполуденному отдыху фавна Клода Дебюсси. Нижинский сначала нашёл музыку слишком мягкой и недостаточно резкой для представляемой им хореографии, но уступил по настоянию Дягилева. Во время посещения Лувра с Леоном Бакстом, Нижинский был вдохновлен греческой керамикой, выполненной в технике краснофигурной вазописи. В особенности его поразили аттические кратеры, изображающие сатиров, преследующих нимф, и сюжеты из «Илиады». Он сделал несколько эскизов, которые могли бы дать идеи для хореографии. В конце 1910 года в Санкт-Петербурге Нижинский с сестрой экспериментировали с эскизами. Подготовительная работа продолжалась в Париже до 1911 года. Первые репетиции проходили в Берлине в январе 1912 года. Дягилев с большим трудом выбирал исполнительницу на роль Первой нимфы, и после ряда попыток послал в Москву за Лидией Нелидовой, дочерью балерины Лидии Нелидовой (Барто), пригласив её на эту роль, а также на партию Богини в «Голубом боге».
В разговорах с Сергеем Григорьевым Фокин оправданно возмущался преимущественной рекламой Нижинского и чувствовал, что Дягилев задумал заменить его на Нижинского. Когда Фокин узнал о репетициях «Фавна», он после долгого и откровенного разговора с Дягилевым решил покинуть труппу по истечении контракта. При этом произошёл разрыв близкой многолетней дружбы Фокина и Григорьева. В своё время именно Фокин рекомендовал Дягилеву Григорьева на должность режиссёра антрепризы. Когда через 2 года Дягилев рассорился с Нижинским и был вынужден снова обратиться к Фокину с просьбой поставить балет «Золотой петушок» (1914), условием Фокина при его возвращении в труппу было отстранение Григорьева, на что Дягилев дал согласие.
Накануне генеральной репетиции Дягилева предупредили, что финальная поза балета, когда фавн остаётся с вуалью нимфы, неприлична и вызовет скандал. Дягилев не внял советам и всё оставил без изменений. До того времени ни одна из постановок Русских балетов не была встречена столь враждебно. Это была первая дягилевская премьера, расколовшая зал. На премьере публика разделилась на два лагеря. Одни свистели, другие рукоплескали. Реакция одной её части была неистова. Крики «Бис!» другой части зрителей заглушили шиканье недовольных, и исполнение балета повторили. Мнения критиков также разделились: одни осуждали финальную позу и обвиняли постановку в аморальности, другие писали восторженные отзывы. В защиту постановки с большой статьёй выступил Роден. Во избежание дальнейшей критики скандальная поза была слегка изменена. В современных постановках финал балета восстановлен в первоначальном виде.
По словам Григорьева, вопреки неоднозначной реакции публики, «Фавн» в итоге обрёл прочный успех. Балет закрепился в репертуаре Русских сезонов. Помимо того «Фавн» исполнялся труппами Русский балет полковника В. де Базиля (1936) и Новый балет Монте-Карло в 1940-х годах.

## Сюжет

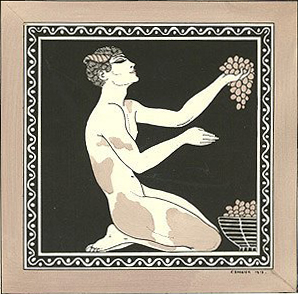
Жорж Барбье, Нижинский в роли фавна, 1913

Сюжет балета не является адаптацией эклоги Малларме, а изображает сцену, предшествующую описанным в ней событиям. Фавн просыпается, любуется виноградом, играет на флейте… Вдруг появляется группа нимф, затем вторая, которая сопровождает главную нимфу. Она танцует, держа в руках длинный шарф. Фавн, привлечённый танцами нимф, бросается к ним, но они в испуге разбегаются. Только главная нимфа медлит. После дуэта она убегает, уронив свой шарф под ноги Фавну. Он поднимает его, уносит в своё логово на скале и, расположившись на лёгкой ткани, предаётся любовной истоме.
Красовская дала описание персонажа: «Фавн, юноша с позолоченными рожками на курчавой голове, с пятнистым, как шкура козлёнка, телом и коротким хвостом, являл собою каприз природы, смешавшей человеческое со звериным».

## Хореография
«Послеполуденный отдых фавна» идёт всего 8 минут. Особенностью хореографии Нижинского был разрыв с классической традицией. Он предложил новое видение танца, построенное на фронтальных и профильных позах, заимствованных у фигур древнегреческой вазописи. Нижинский в балете исполнил только один прыжок, который символизировал пересечение ручья, где купаются нимфы. Персонажи в костюмах Бакста выстраивались на сцене так, что создавалось впечатление, будто это древнегреческий фриз. Нимфы, одетые в длинные туники из белого муслина, танцевали босиком, с подкрашенными красной краской пальцами ног. Партию главной нимфы танцевала Лидия Нелидова. Что до Нижинского, то костюм и грим полностью изменили танцовщика. Артист подчеркнул раскосость своих глаз, утяжелил рот, чтобы показать животное начало фавна. На нём было трико кремового цвета с разбросанными темно-коричневыми пятнами. Впервые мужчина появлялся на сцене столь откровенно обнаженным: никаких кафтанов, камзолов или штанов. Трико дополняли лишь маленький хвостик, виноградная лоза, обхватывавшая талию, да плетеная шапочка золотистых волос с двумя золотыми рожками.
Григорьев не называл пластическую форму балета хореографией в привычном понимании слова, поскольку Нижинский для достижения эффекта при оживлении древнегреческих барельефов резко нарушал классические каноны. М. В. Борисоглебский писал: «В „Дне фавна“ артист трактовал танец как средство самодовлеющее, не нуждающееся в оправдании или пояснении. Работая над „Фавном“, Нижинский старался забыть технику пяти позиций, он двигался натурально и естественно. „Фавн“ потребовал 120 репетиций, причем 90 из них ушли на приспособление танцующих к новой системе. Нижинский действительно совершил переворот в танце».

## Реакция публики и критиков
Первая работа Нижинского поразила публику, которая не привыкла к хореографии, строящейся на профильных позах, угловатых движениях. Многие упрекали балет и в непристойности. Так Гастон Кальмет, редактор и владелец газеты Le Figaro, снял из набора статью симпатизировавшего Русскому балету критика и заменил её собственным текстом, где резко осудил «Фавна»:
Это не изящная эклога и не глубокое произведение. Мы имели неподходящего фавна с отвратительными движениями эротической животности и с жестами тяжкого бесстыдства. Вот и всё. И справедливые свистки встретили слишком выразительную пантомиму этого тела плохо сложенного животного, отвратительного de face и ещё более отвратительного в профиль.
Статью Кальмета истолковывали не только как атаку на русский балет, но и как выступление против Министерства иностранных дел Российской империи, против русского посла А. П. Извольского, срывающее содружество России и Франции.
Однако парижские артистические круги восприняли балет совершенно в ином свете. В не менее популярной газете Le Matin вышла статья за подписью Огюста Родена, побывавшего и на генеральной репетиции, и на премьере, восхваляющая талант Нижинского:
Понимание искусства Нижинским так богато, так разносторонне, что граничит с гениальностью. <…> Нет больше никаких танцев, никаких прыжков, ничего, кроме положений и жестов полусознательной животности: он распростирается, облокачивается, идёт скорченный, выпрямляется, подвигается вперёд, отступает движениями то медленными, то резкими, нервными, угловатыми; его взгляд следит, его руки напрягаются, кисть широко раскрывается, пальцы сжимаются один против другого, голова поворачивается, с вожделением измеренной неуклюжести, которую можно считать единственной. Согласование между мимикой и пластикой совершенное, всё тело выражает то, чего требует разум: у него красота фрески и античной статуи; он идеальная модель, с которой хочется рисовать и лепить.
В. М. Красовская уточнила, что статью написал критик Роже Маркс от имени Огюста Родена. В ответ Кальмет оскорбил Родена, в защиту которого выступила газета «Жиль Блаз». Столкновение полярных мнений на страницах двух наиболее популярных парижских газет послужило рекламой первой самостоятельной постановке Нижинского. Красовская цитировала заметку Н. М. Минского «Сенсационный балет», сообщавшего, что из области хореографического искусства вопрос перешёл в сферу политики и религии. На третье представление публика валила не как на балет, а как на религиозно-политический митинг. Полиция готовилась противостоять враждебным группировкам ценителей и хулителей. Но Нижинский уступил первым: он уже не ложился на вуаль, а становился перед ней на колени. И тогда толпа заступившихся за Родена молодых артистов и антиклерикалов «раз двадцать вызывала растерявшихся от успеха нимф».
Минский воспринимал короткий балет Нижинского в духе поэтов-символистов: он открывал просвет «в тот мир, где стихает неистовство Диониса и царствует несомненное творчество Аполлона».
По мнению Красовской, «Фавн» «стал Фокину поперёк горла» не столько из-за творческой зависти или театральной нетерпимости к чужому успеху, сколько по причине различия взглядов двух балетмейстеров, и главным образом из-за неприязни к пластике балета, хотя отношение к ней у Фокина было двойственное: одно принималось, другое отвергалось. В оценке Красовской, «Лобовой смысл большинства зрелых фокинских композиций он [Нижинский] заменял смыслом сложным, возвращая балетному действию метафоричность». «Именно хореограф Нижинский взрывал уже мертвеющий канон „правдоподобной“ пантомимы Фокина, направляя балетный театр в его завтрашний день».

## Последующие постановки
- 1922 — «Послеполуденный отдых фавна», хореография Касьяна Голейзовского, оформление Бориса Эрдмана, Фавн — Л. Л. Оболенский, нимфа Уалента — Е. М. Адамович, «Московский камерный балет»[5][6].
- 14 мая 1953 — «Послеполуденный отдых фавна», хореография Джерома Роббинса, сценография Джин Розенталь[англ.], костюмы Ирен Шарафф, первые исполнители — Танакиль Леклер и Франциско Монсьон[англ.][5], Городской центр музыки и драмы[англ.], Нью-Йорк.
- 2009 — «Фавн», хореография Сиди Ларби Шеркауи, театр «Садлерс-Уэллс[англ.]», Лондон.
- 2021 — «Послеполуденный отдых», хореография Ольги Скворцовой, исполнители — Никита Скурат, Екатерина Ясюк, Екатерина Герасименко, Анна Архипова, Балтруков Кирилл, Белорусский государственный молодёжный театр, Минск[источник не указан 493 дня].